# Cetonia

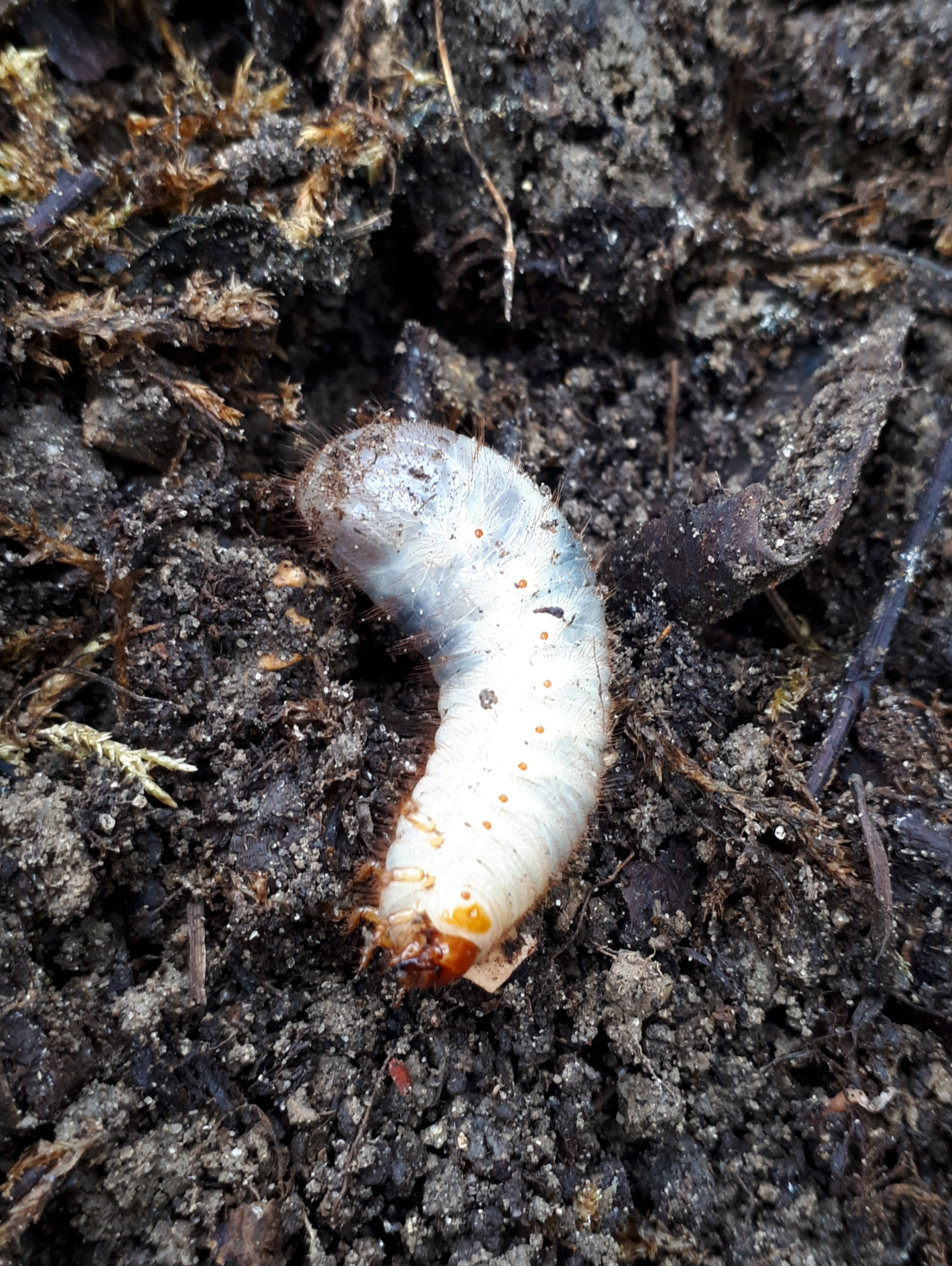
Larva de Cetonia en estiércol

Cetonia es un género de coleópteros polífagos antes considerado de la familia Cetonidae según algunos autores, ahora en la familia Scarabaeidae, subfamilia Cetoniinae, lo cual es más aceptado hoy en día.
Su nombre proviene del griego kteis, peine, por la forma en que se disponen los filamentos de las antenas de estos escarabajos.

## Taxonomía
De acuerdo con el Sistema Integrado de Información Taxonómica, recogido en Global Biodiversity Information Facility, se han descrito 31 especies:
- Cetonia aeratula
- Cetonia angulicollis
- Cetonia asiatica
- Cetonia aurata (cetonia dorada, abejorro de la rosa, escarabajo verde de la rosa)
- Cetonia bensoni
- Cetonia carthami
- Cetonia chinensis
- Cetonia cypriaca
- Cetonia delagrangei
- Cetonia filchnerae
- Cetonia funeraria
- Cetonia kemali
- Cetonia kolbei
- Cetonia laeviventris
- Cetonia magnifica
- Cetonia pakistanica
- Cetonia pilifera
- Cetonia pililineata
- Cetonia prasinata
- Cetonia pygidionotis
- Cetonia rhododendri
- Cetonia roelofsi
- Cetonia rutilans
- Cetonia sakaii
- Cetonia sexguttata
- Cetonia siamensis
- Cetonia sichuana
- Cetonia vetusta
- Cetonia viridescens
- Cetonia viridiopaca
- Cetonia wrzecionkoi